# Gerald Keddy
 (janvier 2018).
Si vous disposez d'ouvrages ou d'articles de référence ou si vous connaissez des sites web de qualité traitant du thème abordé ici, merci de compléter l'article en donnant les références utiles à sa vérifiabilité et en les liant à la section « Notes et références ».
Gerald Gordon Keddy (né le 15 février 1953 à Bridgewater, Nouvelle-Écosse) est un homme politique canadien.

## Biographie
Il a été député à la Chambre des communes du Canada, où il a représenté la circonscription néo-écossaise de South Shore—St. Margaret's de 2004 à 2015 sous la bannière du Parti conservateur du Canada. De 1997 à 2004, il a été député de South Shore pour le Parti progressiste-conservateur du Canada.
Keddy fait partie d'un petit groupe de députés conservateurs qui ont appuyé le mariage entre personnes de même sexe. Sa position sur cette question lui a d'ailleurs coûté quelques voix dans la portion occidentale de sa circonscription à l'élection de 2006. Il a tout de même recueilli son plus grand nombre de votes à cause de nouveaux électeurs qui avaient auparavant voté pour les libéraux.
Il ne s'est pas représenté lors des élections générales de 2015.
Sa femme, Judy Streatch, a été députée progressiste-conservatrice à l'Assemblée législative de la Nouvelle-Écosse.